# 엘리자베트 레온스카야

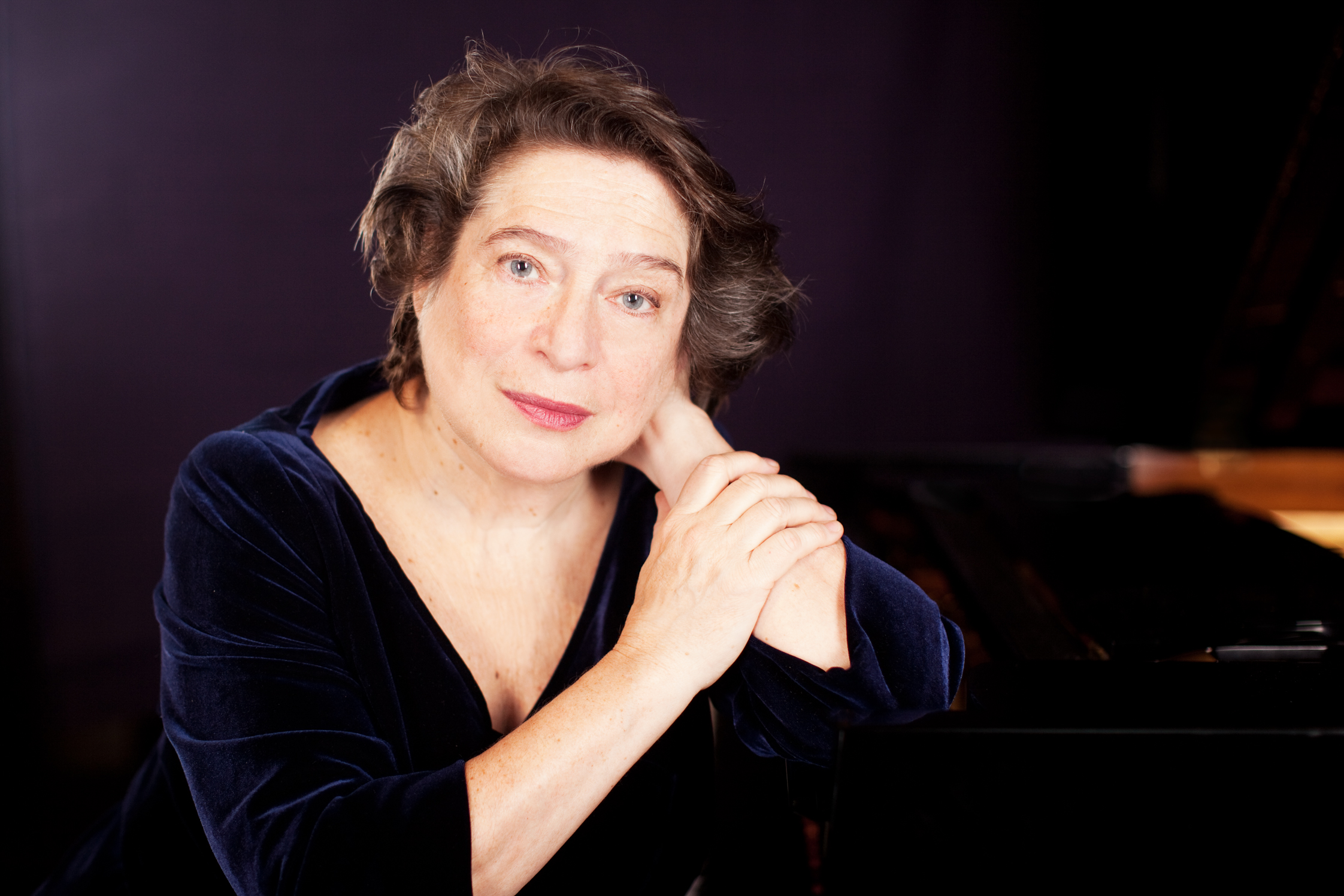

엘리자베트 레온스카야(Елизавета Ильинична Леонская, 1945년 11월 23일 ~ )(러시아어: )는 소련과 오스트리아 피아니스트이다. 그녀는 당시 그루지야 소비에트 사회주의 공화국의 수도였던 트빌리시에 거주하는 유대인 및 폴란드계 유태인 가정에서 태어났다.
여섯 살 반이었을 때 그녀의 부모님은 그녀에게 첫 업라이트 피아노를 사줄 수 있었다. 7살에 그녀는 트빌리시의 60개 음악 학교 중 한 곳에 입학했다. 11세에 그녀는 13세에 첫 독주회에서 베토벤 피아노 협주곡 C장조(Op. 15)로 오케스트라 데뷔를 했다. 14살에 그녀는 러시아 피아노 학교의 영향을 받은 키예프에서 온 새로운 피아노 교사와 함께 중등 학교에서 4년 간의 집중적인 공부를 시작했다. 1964년 부쿠레슈티에서 열린 에네스코 국제 피아노 콩쿠르에서 우승했다.
1964년 레온스카야는 모스크바 음악원에서 공부를 시작했다. 음악원 시절에 그녀는 부쿠레슈티, 파리, 브뤼셀에서 열린 Enescu, Marguerite Long-Jacques Thibaud 및 Queen Elizabeth 국제 피아노 콩쿠르에서 입상했다.
1978년에 소련을 떠나 빈에 거주하고 있다. 그녀의 주목할만한 녹음은 모차르트의 피아노 소나타 K. 545와 K. 533/494에 대한 그리그의 피아노 편곡이며 그녀와 긴밀한 우정과 협력을 구축한 리흐테르와 함께 했다. 그녀는 현재 독일 레이블 MD를 위해 Teldec에서 수년간 녹음을 했으며 많은 마스터 클래스를 한다.